# Plectoneura subrubida
Plectoneura subrubida là một loài bướm đêm trong họ Geometridae.